# Pont del Diable (Sarroca de Bellera)
El pont del Diable de Sarroca de Bellera és un pont romànic que unia el monestir de Sant Genís de Bellera amb el poble de la Bastida de Bellera salvant el barranc de Sant Genís, de notable profunditat en aquest lloc. El pont té el seu arrencament est en terme de Senterada, dins de l'enclavament de Larén, i l'oest en el de Sarroca de Ballera, tots dos termes del Pallars Jussà.

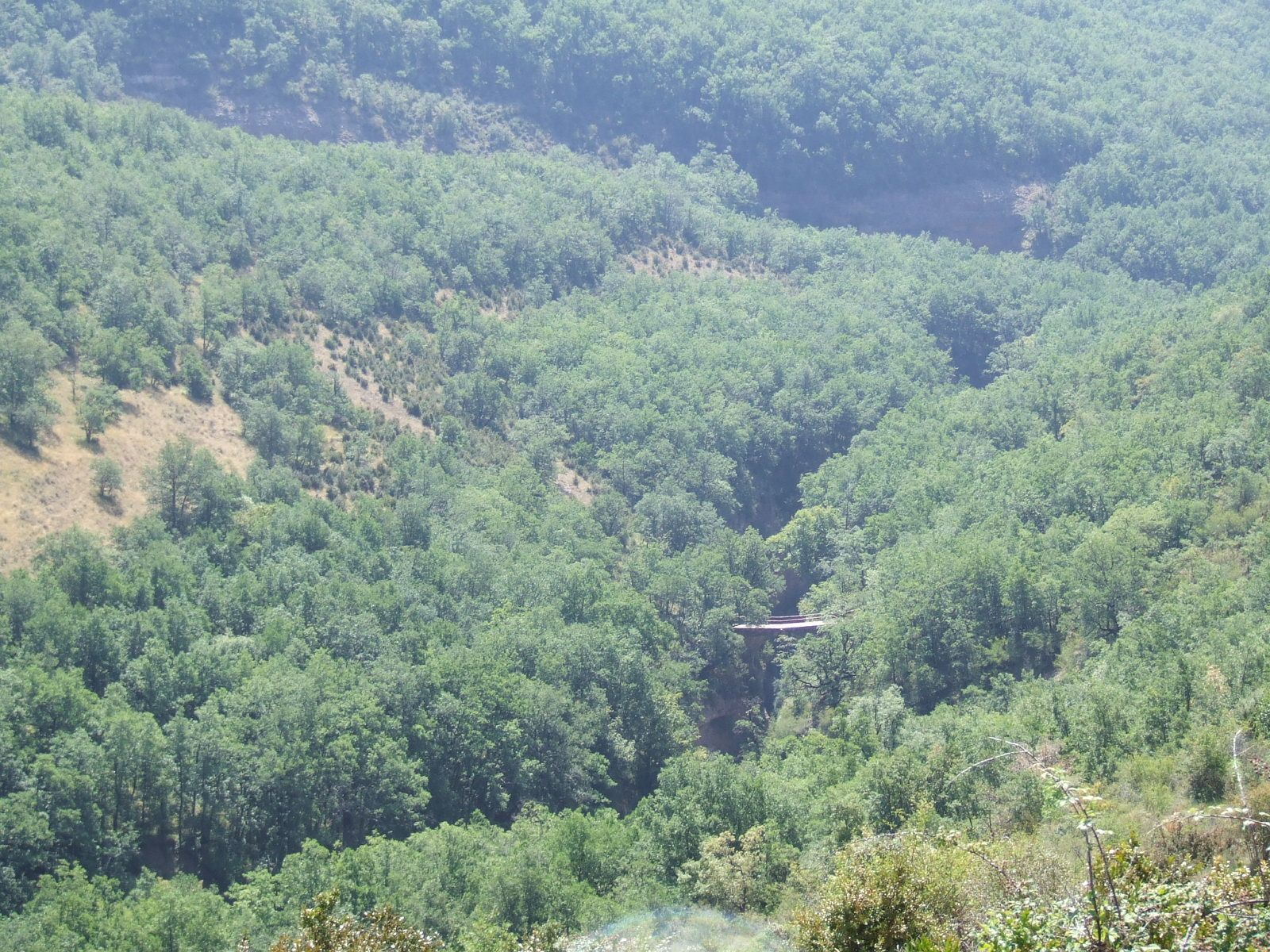
La vall del barranc de Sant Genís i el pont del Diable

És accessible des de la Bastida de Bellera; des d'aquest poble abandonat, cal seguir un camí que baixa cap al sud-est, paral·lel al barranc de Sant Genís, i no abandonar-lo mai fins a trobar el pont, malgrat que el camí més fressat abandona la vora del riu per enfilar-se cap a l'ermita de Santa Maria de Bellera.

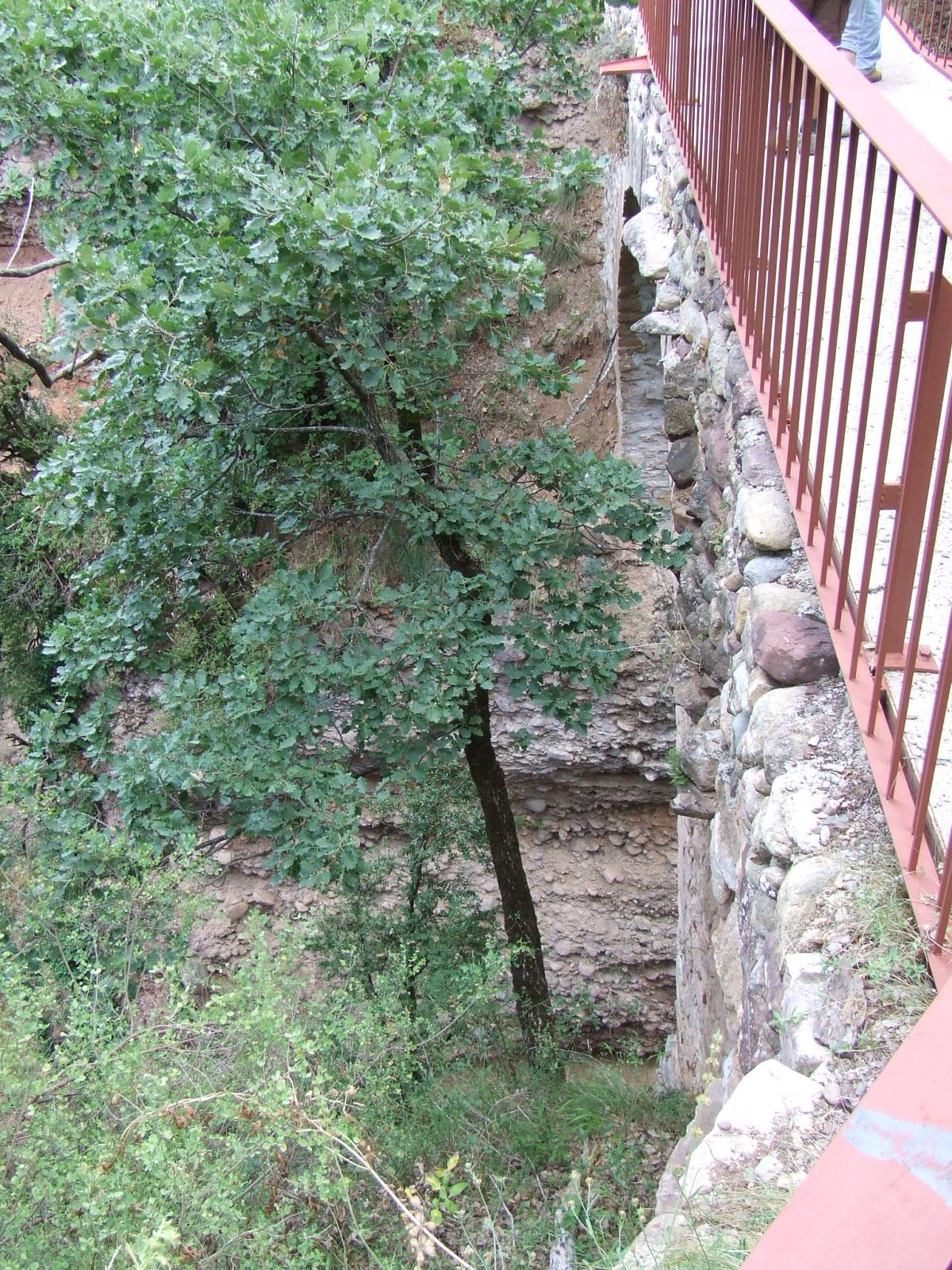
El pont i la fondària que supera, des del costat de Senterada

El pont, possiblement construït pels monjos de Sant Genís, es dreça 46,7 metres per damunt de la llera del barranc, és d'un sol ull. Fa 2 metres d'amplada, 15,6 de llargària, i la llum de l'arc únic és de 7 metres. L'ull està format per una gran arcada semicircular. Les dovelles que formen l'arc són grosses, ben treballades i escairades. Els carreus que formen la resta del pont són més petits i menys treballats, molt ben disposats en rengleres. Aquestes rengleres són més perfectes al costat meridional, i menys, amb espais reomplerts amb pedres que fan de falca, al septentrional. També al costat nord hi ha un tros de pont reconstruït, segurament en una època molt propera a la nostra. Els estudiosos que han desenvolupat treballs sobre el pont en situen la construcció al segle xi.
El seu ús no estava restringit, però, al monestir: era un pas freqüent per a carboners, ramaders, traginers i viatgers en general que volguessin arribar a Senterada des de les muntanyes del nord-est, per on discorrien els camins que unien els dos Pallars.

## Llegenda del pont del Diable
Com tots els pont del diable, té una llegenda que n'explica la construcció. Conten que una pastora de la Bastida de Bellera duia a pasturar el seu ramat a les muntanyes del Ban de Larén, al vessant meridional del qual es troba el monestir de Sant Genís. Per poder-hi dur el ramat, havia de fer una considerable volta. Un bon dia, pel camí se li va presentar un jove d'aspecte molt agradable, el qual li oferí de fer el pont si ella s'avenia a certes condicions, que els llibres obvien. La noia s'hi avingué, però posant ella també una condició: que de primer, el pont havia d'estar construït. El diable disfressat de noi galant va acceptar sense pensar-s'ho, i va posar mans a la feina. Quan a mitjanit duia la darrera pedra per al pont, arrencada del castell de Sarroca, un monjo del monestir va aconseguir passar per aquell lloc. Sorprès de l'obra, de la rapidesa amb què s'havia fet i de la gosadia de la construcció en aquell lloc, es va persignar, convençut que allò era obra del diable. Dit i fet: hi hagué un terratrèmol, se sentí una forta pudor de sofre, i el diable fugí torrent avall, deixant el pont inacabat i deslliurant, així, la pastora de la Bastida dels seus compromisos, que haurien estat la perdició del seu cos i de la seva ànima.